# Источни-Дрвар
Община Источни-Дрвар (серб. Општина Источни Дрвар; дословно: Восточный Дрвар) —  община (муниципалитет) в северо-западной части Республики Сербской в составе Боснии и Герцеговины. Центр общины находится в посёлке Потоци. Относится к региону Баня-Лука, в частности, субрегиону Мрконич-Град.

## Население
По переписи населения 2013 года численность населения общины Источни-Дрвар составила 109 человек, по переписи 1991 года (в 3-х нп) —  61 человек.
Этнический состав населения общины Источни-Дрвар (в 3-х) по переписи 1991 года:
- сербы — 60 (98,36 %);
- боснийские мусульмане — 1 (1,64 %);
- хорваты — 0 (0,00 %);
- югославы — 0 (0,00 %);
- остальные, неопределённые и неопознанные — 0 (0,00 %).

Всего: 61 чел.
Этнический состав населения довоенной общины Дрвар (в 38-ми нп) по переписи 1991 года:
- сербы — 16,608 (96.97 %);
- боснийские мусульмане — 33 (0.19 %);
- хорваты — 33 (0.19 %);
- югославы — 384 (2.24 %);
- остальные, неопределённые и неопознанные — 68 (0.39 %).

Всего: 17.126 чел.

## Населённые пункты
В состав общины входят 3 населённых пунктах.
Список населённых пунктов общины Источни-Дрвар с численностью населения по переписям 1991 и 2013 годов:
|   | нас. пункт | серб.    | босн.    | 1991 г. | 2013 г. |
| - | ---------- | -------- | -------- | ------- | ------- |
| 1 | Потоци     | Потоци   | Potoci   | 27      | 66      |
| 2 | Срнетица   | Срнетица | Srnetica | 1       | 0       |
| 3 | Увала      | Увала    | Uvala    | 33      | 0       |
|   | всего      |          |          | 61      | 109     |

## История
После боснийской войны в 1995 году из состава общины Дрвар (из 38 нп), отошедшей в основном к ФБиГ (35 нп), была выделена отдельная община Источни-Дрвар (3 нп), отошедшая к Республике Сербской.